# 閃光戦隊ジュエルスターズ
『閃光戦隊ジュエルスターズ』（せんこうせんたいジュエルスターズ）は、秋津透による日本のライトノベル作品。イラストを新田真子が手がけた。富士見ファンタジア文庫（富士見書房）にて1989年8月から1994年10月まで全5巻が刊行された。

## あらすじ
名家の御令嬢、相織葵。武術の天才、金剛谷朗。そして名人細工師の孫娘、夜鳥みどり。正義を愛し、悪と戦う情熱に燃え、少女達は正義の戦士ジュエルスターズとして立ち上がった!敵は世界の混乱を企む悪の犯罪結社、IKAIYO。いかなる困難にも挫けず、邪悪の野望を打ち砕くのだ!いざゆけ!我らが閃光戦隊ジュエルスターズ!!

## 主な組織と登場人物

### 閃光戦隊ジェエルスターズ
相織 葵が立ち上げたスーパーヒロイン戦隊。
戦隊らしく、戦闘直前もしくは直後に名乗り上げ（ジュエル・アクション）を決める。
「（閃光戦隊ジュエルスターズ!）」
「天に輝く太陽よりもっ!」
「熱い血潮が正義に燃えるっ!」
「悪を懲らせよ、懲らせよ悪をっ!」
「祈りに答えて、今、参上っ!」
「ジュエル・ダイアモンドッ!」
「ジュエル・サファイアッ!」
「ジュエル・エメラルドォッ!」
「ジュエル・ルビー!」
「ジュエル・トパーズゥゥゥッ!」
「我らっ!」
「閃光戦隊ジュエルスターズッ!」
本作品ではI.K.A.I.Y.O.日本支部とジュエルスターズの戦いがメインとなる。
ジュエル・サファイア / 相織 葵（あいおり あおい）
閃光戦隊のリーダーで、作戦立案と指揮を担当。
相織財閥の一人娘で華陽学院の風紀委員長でプライドが高いお嬢様。
身体能力は低いために戦闘力はないが正義感に満ち溢れている。
ジェエル・ダイアモンド / 金剛谷 朗（こんごうや あき）
閃光戦隊の戦士で棍を武器に戦う。
3巻以降、志穂に気の教えを請い武器に気を込めて戦うようになる。
体格は戦隊中一番大きい。
がさつではあるが、熱血漢で曲がったことが許せないタイプである。
ジュエル・エメラルド / 夜鳥 みどり（よどり みどり）
閃光戦隊のメカニック。
祖父から受け継いだ伝統工芸を駆使し、木彫りでLSIやICチップを彫り上げる。
何も考えずに鑿を振るうと一番得意なデザインのまねき猫を彫り上げてしまう。
サファイア同様身体能力は低い。
体格は小柄で、常に明るくふるまっている。
ジュエル・ルビー / 赤雉 志穂（あかきじ しほ）
幻の拳法・崑崙八卦拳の伝承者。2巻より登場。
さらわれたサファイアの奪還作戦時より閃光戦隊に加入する。
幼少より崑崙八卦拳の修行に明け暮れていた為か世間に疎く、一般常識に欠けたところがある。
ジュエル・トパーズ / ???
閃光戦隊に最後に加入する小柄な戦士。武器はレーザーナイフ。

### I.K.A.I.Y.O.
International Killers And Invaders Yellding Organization（国際殺害者及び侵略者有効利用機関）の略で胃潰瘍とはなんら関係がない。
世界各地に支部が存在する犯罪結社。

### I.K.A.I.Y.O.日本支部
プロフェッサー・ロートー
警察大で犯罪学の講師をしているが、その正体はI.K.A.I.Y.O.日本支部の研究開発担当幹部。
作戦立案から戦闘指揮まで行う初老の男。
自宅に3匹の猫(実際はネコ科の大型猛獣)を飼っており、尋常ではないレベルの愛情を注いでいる。
パパゲッチィ甲州屋（パパゲッチィこうしゅうや）
日本支部財務担当幹部で、豊かな口髭を生やした小太りの中年。
ナース
本名不詳の謎の美人で連絡員兼戦闘指揮官。
仮の姿は華陽学院の保健医で、｢ミス・フローレンス｣と名乗っている。
亜乗度 須太郎（あのるど すたろう）
日本支部戦闘員だが子供レベルの知能しかもたないマッチョマン。
「うわはははははははははは」という哄笑、「ぐげぇ」という呻き、そして名前の名乗り上げの3つしか口にできない。
2巻でプロフェッサーに肺活量の強化改造を受け、大哄笑砲（うわははキャノン）と名乗り上げ砲の2つを体得、日本支部でも最強クラスの戦闘力を身に付けた。
プロフェッサーや甲州屋、ナースの命令には忠実で、気絶したナースをアジトに運ぶなど義理堅い一面もある。
終盤、故満土 乱坊（こまんど らんぼう）、多峰田 六基（たみねた ろっき）という類似した戦闘員も出てくる。
御酒井 渚（みさかい なぎさ）
日本支部に配属された小柄な戦闘員。
戦闘員として冷酷で優秀ではあるのだが、極度のレズで目的の為には手段を選ばず、上司の命令も聞かないことがある。
口癖は「〜ですぅ」
最終巻でI.K.A.I.Y.O.を裏切ってジュエルスターズのメンバーとなる。

### 帝都保安官（メトロポリタンシェリフ）トライスター
総理大臣と警視総監と国家公安委員長から密命を受け、I.K.A.I.Y.O.日本支部に対抗する為に金剛谷警視監が立ち上げた警察側の戦隊。
主任保安官（チーフシェリフ）ゴールドスター / 金剛谷警視監
金剛谷 朗の実の父でトライスターの指揮官。
次席保安官（ヴァイスシェリフ）シルバースター / 枝來目警部補
華陽学院で天才的傀儡使いとしての才能を見込まれ、初歩的な中御門流陰陽道の術を使えるようになった。
3体の婦警人形を学院の教頭から譲り受け、戦闘用の「花子」、追跡用の「有紀子」、連絡用の「章子」を使いこなす。
しかし戦闘用の「花子」でナースは倒せたが、スタロー達には通用しなかった。
保安官助手（アシスタントシェリフ）ブロンズスター / 小原巡査
ミリタリーマニアのお調子者。名乗り上げの締めを担当するが大抵スルーされるかブーイングが飛んでくる。

### 私立華陽学院
名門の私立女子高。色々といわくつきであり、人形を持ち込むと校内で暴れだす為人形を危険物指定する等、一風変わった校則が多い。
中御門校長
通称・尼御前。中御門陰陽道を極めている。
中御門教諭
通称・巫女。校長の娘で中御門陰陽道の使い手で必殺技は霊波斬撃衝。
徳川教頭
自他共に認める常軌を逸する婦警制服マニアで制服からフィギュアに至るまであらゆる婦警グッズを収集している。

### 甲州屋一族
エリアチーノ甲州屋
甲州屋一族の大司祭で正体は九尾の狐。
ボンバボーレ甲州屋
一族の重鎮
ジョルジ甲州屋
秘境に住む甲州屋

## 崑崙八卦拳
2巻より登場する赤雉志穂の体得している拳法で、極めたものは天地万物、森羅万象、あらゆる物質と現象を自在に操ることができる幻の拳法。生まれつき天地を動かすほどの気を持ったものにしか体得できず、その素質は億人に1人いるかどうか。「天地雷風水火山沢」の八卦を組み合わせた64種の奥義が存在し、中でも天を組み合わせた15種の奥義は広範囲破壊を目的とした最強の奥義とされる（但し天の奥義は全て劇中未使用）。

### 崑崙八卦拳奥義
八卦を2つ組み合わせた六十四卦にちなみ、64種類の奥義が存在。
奥義の名称は「○＋△＋六十四卦名」という構成だが、八卦が重なった場合は「卦名＋為＋○」という名称になる。
また基本的には3文字は単体、4文字が範囲の奥義となるが、劇中で風山漸で変態3人をまとめて吹き飛ばしていたり、広域破壊の天の奥義の1つとなる乾為天は3文字なので例外もある模様。
巽為風（そんいふう）
竜巻と化した気の渦が四方八方から対象を締め付ける風の奥義。
風雷益（ふうらいえき）
掌から雷を飛ばす風と雷の奥義。
火雷噬嗑（からいぜいごう）
体内に気を溜め込み凝縮させ、火炎と雷光を伴った気を周囲一帯に炸裂させる火と雷の秘奥義。
地水師（ちすいし）
自分の周囲の水面を気の力で一時的に硬化させる地と水の奥義。
沢雷随（たくらいずい）
蹴りの瞬間に足先から紫の閃光を伴った雷を放出する沢と雷の奥義。
水火既済（すいかきせい）
水中から火柱を起こす水と火の奥義。
火風鼎（かふうてい）
火炎混じりの熱風を叩きつける火と風の奥義。
兌為沢（だいたく）
生態エネルギーをそのままの形で他者に浸透させ、体力の回復をはかる沢の奥義。当然使用者の負担は大きい。
風水渙（ふうすいかん）
掌から水を竜巻のように発射する風と水の奥義。
雷天大壮（らいてんだいそう）
広域破壊の天の奥義の1つ。名称のみ登場で本編未使用。
雷沢帰妹（らいたくきまい）
手の接触している部位に紫色の閃光を伴った雷撃を放出する雷と沢の奥義。
風山漸（ふうざんぜん）
風と山の奥義。
震為雷（しんいらい）
体表面に紫の電光が走らせ、後に爆発的な雷撃を四方に放つ雷の奥義。

## 既刊一覧
- 秋津透（著）・新田真子（イラスト）、富士見書房〈富士見ファンタジア文庫〉、全5巻
  - 『閃光戦隊ジュエルスターズ1 閃光戦隊・見参！』、1989年8月18日発売[3]、ISBN 4-8291-2322-2
  - 『閃光戦隊ジュエルスターズ2 紅の超戦士』、1989年10月17日発売[4]、ISBN 4-8291-2338-9
  - 『閃光戦隊ジュエルスターズ3 甲州屋・恐怖のバイオ計画！』、1990年5月16日発売[5]、ISBN 4-8291-2361-3
  - 『閃光戦隊ジュエルスターズ4 ジュエル・ルビー戦闘不能！』、1992年5月13日発売[6]、ISBN 4-8291-2439-3
  - 『閃光戦隊ジュエルスターズ5 乾坤一擲！鎌倉決戦』、1994年10月12日発売[7]、ISBN 4-8291-2577-2